# Reunión en el Grand Hotel des Palmes
Durante cuatro días, entre el 12 al 16 de octubre de 1957, el gánster estadounidense Joseph Bonanno supuestamente asistió a una serie de reuniones entre algunos mafiosos sicilianos y de América de alto nivel en el Hotel Grand Hotel et des Palmes de Palermo –  el más espléndido de la ciudad en ese momento.  La llamada cumbre mafiosa de 1957 se convirtió en un hito legendario para el tráfico ilegal de heroína. La pregunta es si alguna vez se llevó a cabo. Los detalles de la misma siguen siendo un misterio. Según algunos, uno de los principales temas de la agenda fue la organización del tráfico de heroína a nivel internacional. El FBI creía que fue esta reunión la que estableció a los Bonanno en el mercado de la heroína.

## ¿Cumbre por la heroína?
El protagonista principal de esta "cumbre de la heroína" es la periodista Claire Sterling: "Aunque no hay evidencias de primera mano de lo que sucedió en la cumbre durante esos cuatro días, lo que siguió en los próximos treinta años ha esclarecido muchas dudas. Las autoridades de ambos lados del Atlántico están convencidos ahora de que la delegación estadounidense pidió a los sicilianos que se hicieran cargo de la importación y distribución de heroína en los Estados Unidos, y los sicilianos estuvieron de acuerdo." Sin embargo, Sterling no defiende su teoría con evidencias sólidas, y maneja las fechas de la supuesta reunión de manera equivocada.
En ese momento, y a pesar de que la mafia siciliana estaba involucrada de alguna manera en el negocio de la heroína a lo largo de los años 1950 y 1960, había tenido un papel secundario en el sistema mundial de las drogas. De acuerdo con las Audiencias McClellan, Sicilia no era más que una escala en el envío de  heroína de producción francesa a los EE. UU.  Hasta la década de 1970, a los mafiosos sicilianos se les impidió la adquisición de cualquier oligopolio en el mercado de la heroína, ya que no eran competitivos en comparación con otros grupos criminales europeos, en particular, la Conexión francesa dirigida por grupos corsos de Marsella.
La primera mención de la "cumbre" en los Estados Unidos fue durante las Audiencias McClellan en octubre del 10 al 16 de 1963. Entre los  mafiosos estadounidenses presentes estuvieron Joe Bonanno, su segundo y asesores Carmine Galante, John Bonventre y Frank Garofalo, así como Lucky Luciano, Santo Sorge, John Di Bella, Vito Vitale y Gaspare Magaddino. Mientras que por parte de los sicilianos estaban Salvatore "Ciaschiteddu" Greco y su primo Salvatore Greco "l'ingegnere", Giuseppe Genco Russo, Angelo La Barbera, Gaetano Badalamenti, Calcedonio Di Pisa, Cesare Manzella y Tommaso Buscetta.

## Sin certezas de primera mano
No hay informes de primera mano de la reunión, a excepción de la versión del pentito Tommaso Buscetta, quien negó que se hubiera llevado a cabo dicha cumbre. Según Buscetta, Bonanno se hospedó en el Grand Hotel des Palmes y recibió a muchos invitados todo el tiempo, pero no hubo cumbre como tal. En sus memorias, Joe Bonanno menciona su viaje a Palermo, pero no dice nada acerca de una cumbre. El profesor Alfred W. McCoy no menciona la cumbre en su libro The Politics of Heroin in Southeast Asia, una descripción detallada del tráfico de heroína después de la Segunda Guerra Mundial.
Según Buscetta, hubo una reunión en una habitación privada de la marisquería Spanò en la tarde del 12 de octubre de 1957, donde Bonanno fue agasajado como invitado de honor por su viejo amigo Lucky Luciano. Entre los demás huéspedes estaba el subjefe de Bonanno Carmine Galante, los hermanos Salvatore y Angelo La Barbera, Salvatore "Ciaschiteddu" Greco, Gaetano Badalamenti, Gioacchino Pennino, Cesare Manzella, Rosario Mancino, Filippo y Vincenzo Rimi, y Tommaso Buscetta. Según Buscetta, fue en esta cena en la que Bonanno sugirió formar una Comisión para evitar los conflictos violentos, siguiendo el ejemplo de la mafia americana que habían formado su propia Comisión en la década de 1930. 
La policía italiana, que había estado siguiendo a Luciano, tuvo constancia de las reuniones. Estuvieron vigilantes. Sin embargo, el informe no fue considerado de interés por la policía de Palermo. Una copia se envió a la Federal Bureau of Narcotics de Washington. Sólo ocho años después, el informe se utilizó para procesar a los participantes y algunos de sus asociados en Palermo.

## Juicio contra los participantes
En agosto de 1965, los fiscales públicos de Palermo acusaron a 17 participantes asociados a la mafia siciliana y estadounidense por el juez  Aldo Vigneri del delito de asociación para delinquir y narcotráfico  que supuestamente se iniciaron con la cumbre de 1957 de Palermo.  Entre los acusados estaban Bonanno, Bonventre, Galante, Sorge, Magaddino, Juan Priziola, Raffaele Quasarano, Frank Coppola y Joe Adonis. La corte de Palermo desestimó los cargos en junio de 1968 por falta de pruebas.
Lo que puede decirse acerca de los acontecimientos en octubre de 1957 en Palermo es que las reuniones reforzaron de nuevo los vínculos entre la mayoría de los sicilianos de las Cinco Familias de América, la familia criminal Bonnanno, y la mayoría de americanos de las familias mafiosas de Sicilia. No fue una reunión entre "la mafia siciliana" y "la Cosa Nostra Americana" como tal.
Pudo haber sido discutido de pasada el tráfico de heroína entre estos dos grupos, pero ciertamente no fue un acuerdo general sobre el comercio de heroína entre la mafia siciliana y la Cosa Nostra estadounidense. El resultado principal de las reuniones de Palermo 1957 fue que la mafia siciliana creó su primera Comisión y  nombró a Salvatore "Ciaschiteddu" Greco como su primer "primus inter pares".

### Desarrollos relacionados
- Conferencia de La Habana
- Conexión francesa